# Thesium boissieranum
Thesium boissieranum är en sandelträdsväxtart som beskrevs av A. Dc.. Thesium boissieranum ingår i släktet spindelörter, och familjen sandelträdsväxter. Inga underarter finns listade i Catalogue of Life.